# Gonatoraphis aenea
Gonatoraphis aenea là một loài nhện trong họ Linyphiidae. Loài này được phát hiện ở Colombia.